# Itri
Itri är en ort och kommun i provinsen Latina i regionen Lazio i Italien. Kommunen hade 10 806 invånare (2018).